# Serrería de Áreu
La Serrería de Areu es una máquina que, movida por la fuerza del agua, sierra los troncos para transformarlos en tablas, vigas o tablones.
En la parte alta del pueblo pirenaico de Areu se encuentran dos edificios cerca del río. El primero, más pequeño, es la serrería que funciona por medio de una rueda hidráulica vertical en el exterior. El segundo es el molino harinero, movido por una rueda horizontal que se puede ver en la parte inferior del edificio bajo un arco (cárcava). En los años 20, en este segundo edificio se instaló una turbina hidráulica para producir electricidad. El agua llega al conjunto por un canal que procede de una acequia que desvía el agua del río cuando se abre una compuerta.
El Museo de la Ciencia y de la Técnica de Cataluña (mNACTEC) articula un sistema de museos y colecciones por todo el territorio catalán, especializados en diversos ámbitos temáticos del Patrimonio Industrial, la ciencia y la tecnología. La Serrería de Àreu es uno de los 24 museos y centros patrimoniales del Sistema Territorial del mNACTEC que de forma conjunta hacen la mejor explicación de la industrialización en Cataluña.

## Las serrerías
Las serrerías, también llamadas molinas, eran unas máquinas movidas con la energía del agua, que serraban longitudinalmente los rolls (troncos de los árboles ya preparados) para transformarlos en tablas, vigas o tablones, que eran usados en la construcción y otros usos domésticos o industriales. Eran de construcción robusta, hechas básicamente de madera. Solo eran de hierro unos pocos elementos mecánicos imprescindibles (el hierro era escaso y caro, incluso cuando se obtenía en les fraguas de los mismos valles), que eran obrados por los mismos herreros de los pueblos. El funcionamiento de las serrerías era automático. La hoja de sierra subía y bajaba alternativamente, mientras el roll, sujeto sobre una bancada móvil, avanzaba horizontalmente. Estaban instaladas en unos edificios de dos plantas, de dimensiones reducidas, ajustadas a las medidas y a las necesidades de la máquina que contenían. Por ello todo el conjunto también se denominaba serrería.

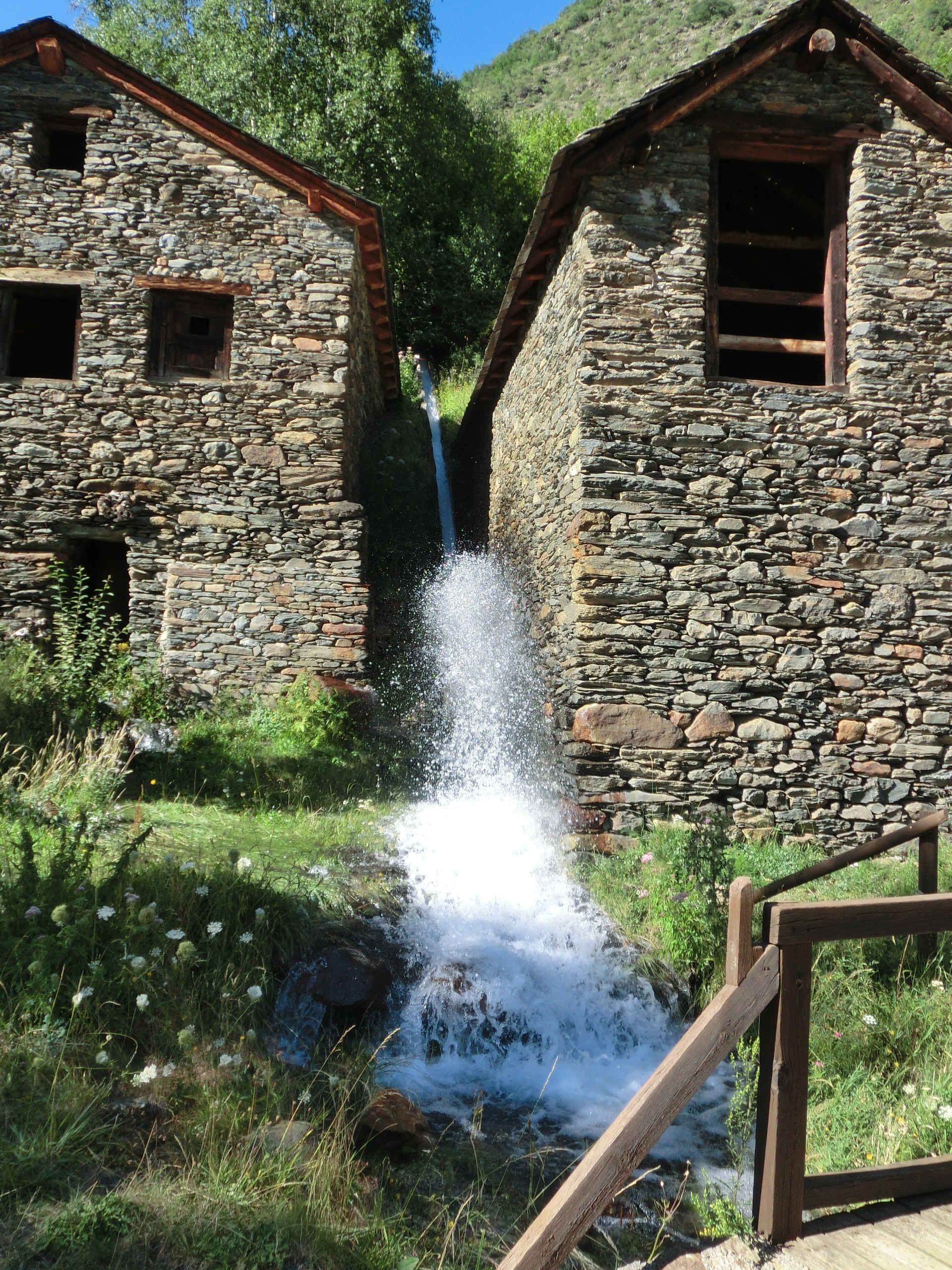
Serrería de Areu

## La Serrería de Areu
Al principio estaba emplazada en otro lugar, más abajo, al lado del río, pero hacia finales de siglo (XIX) se la llevó una fuerte riada. La nueva serrería, situada en el lugar actual, más elevado respecto al río para evitar una posible embestida del agua, fue construida inicialmente de madera, hasta que se hizo el actual edificio. Después de la guerra fue reparada y modernizada por los hermanos Manel y Feliu Bixaconill, carpinteros y constructores de serrerías de Arrós de Cardós. El eje del carrete y los brazos articulados del mecanismo de avance fueron hechos de hierro por el herrero del pueblo, Josep Ribes.
En 1971 entró en funcionamiento la central de Tavascan, construida por FECSA, que modificaba totalmente el caudal del Noguera de Vallferrera, ya que llevaba parte del agua de este río a aquella central. Esta empresa sustituyó el carrete hidráulico por un motor eléctrico. Pero a partir de este momento la serrería funcionó por poco tiempo (hasta principios de la década de los 70). El último serrador fue Manuel Castellà Ramón de cal Moliner, que sustituyó a su padre, Manuel Castellà Tuset. Además de la serrería, también se encargaban del molino (de ahí el nombre de la casa) y la central eléctrica del pueblo.
El funcionamiento de la serradora, tal como se puede contemplar en las demostraciones, es sencillo. La hoja de sierra sube y baja mientras el roll, sujeto sobre un carro móvil, avanza horizontalmente.

## El molino de Areu
El molino de Àreu, situado en el mismo conjunto arquitectónico de la serrería, junto con la central eléctrica del pueblo, suministró a los vecinos harina para uso humano o para el ganado hasta la década de los sesenta. Uno de los dos molinos ha sido restaurado con los elementos originales y se puede ver en funcionamiento. El carrete se ha conservado gracias a que la parte exterior que contiene las palas es de hierro. Solo el árbol y el canal, de madera, se han tenido que hacer de nuevo. El otro molino permite la observación del funcionamiento interno.

## Las partes de la serrería
- Carro o bancada. Banco móvil de unos cuatro metros, con un espacio útil para serrar de 3'20 metros, que se desplaza con ruedecitas de madera sobre unas guías.

- Carrete patas. El carrete, generalmente situado fuera del edificio, es una rueda hidráulica de palas. La biela (patas), transforma el movimiento circular del carrete en movimiento vertical de la sierra. Está situada en la planta del edificio.

- Sierra. Fijada en un andamiaje (montante) que se desplaza verticalmente.

- Canal-disparador. El agua baja con fuerza por el canal que procede de una acequia cuando se abre una compuerta (estolador). Antes de llegar al rodillo, hay un sencillo mecanismo basado en una palanca (disparador) que permite al operario desviar el agua por encima del carrete cuando es necesario detener la sierra.

- Mecanismo de avance. También llamado máquina. Convierte el movimiento vertical alternativo de la sierra en movimiento circular de un torno que enrolla una cadena que tira del carro para hacerlo avanzar.

## La energía hidráulica
La energía hidráulica se basa en la transformación de la energía que proporciona un salto de agua que incide sobre las palas de una rueda y, en consecuencia, produce un movimiento circular capaz de mover las máquinas.